# Д’Алессио, Эрнесто
Эрнесто д’Алессио (исп. Ernesto Alonso Vargas Contreras d'Alessio; род. 6 марта 1977, Мехико, Мексика) — известный мексиканский актёр театра и кино и певец. Рост — 181 см.

## Биография
Родился 6 марта 1977 года в Мехико в актёрской семье: дед — известный мексиканский актёр и продюсер Эрнесто Алонсо, отец — известный актёр Хорхе Варгас, мать — актриса и певица Лупита д’Алессио. Дебютировал в 1990 году в качестве певца, и вскоре создал музыкальную поп-группу DKDA. Вскоре после этого, в 1997 году он был приглашён в телесериал У души нет цвета и вскоре после этого стал востребованным актёром. Всего актёр принял участие в 14 работах в кино и телесериалах. После съёмок в телесериалах Страсти по Саломее и Наперекор судьбе, актёра узнали во многих странах мира, где с успехом прошли эти две культовые теленовеллы. Актёр наряду в кинематографе, также занят и в театре — выступал в известных мюзиклах. В 2006 году принимал участие в музыкальном реалити-шоу Поющие по мечте. В 1996 году он издал свой первый компакт-диск со своими песнями. В 2008 году участвовал в реалити-шоу Показ мечты.

## Личная жизнь
Эрнесто д’Алессио был женат гражданским браком на актрисе и певице Алессандре Росальдо. Они познакомились на съёмках телесериала Страсти по Саломее, однако спустя несколько месяцев, в 2005 году они расстались.

## Фильмография

### Мексика

#### Телесериалы

##### Свыше 2-х сезонов
- 1998 — н. в. — Сегодня (13 сезонов)

##### Televisa
- 1997 — У Души нет цвета — Папалот.
- 1999—2000 — Мечты юности — Матео д’Авила.
- 2001 — Приключения во времени — брат.
- 2001-02 — Страсти по Саломее — Хосе Мигель.
- 2003 — Под одной кожей — Андрес Мурильо Ортис.
- 2005 — Наперекор судьбе — Эдуардо Карденас Контрерас.
- 2006 — Раны любви — Хуан Хименес Гарсия.
- 2006-07 — Почтовый индекс — Херардо Вильяпандо.
- 2007 — Гроза в раю — Леонардо Браво.

#### Фильмы
- 2007 — Под одной луной (совм. с США) — Оскар Понсе.
- 2014 — Контроль разума (совм. с США) — Ченте.

### США

#### Телесериалы
- 2002-12 — Дон Франсиско представляет (2 сезона)

## Театральные работы

### Мюзиклы
- 2002 — Отверженные — Мариус.
- 2004 —
  - Джозеф мечтатель — Иосиф.
  - Призрак оперы — Рауль.
- 2005 — Besame Mucho — Фелипе/Хьюго.
- 2006 — Посещение госпожи Грин
- 2007
  - Красавица и чудовище — зверь.
  - Наводнение приближается
- 2008 — Аладдин — гений.
- 2011 — Безжалостный Райн

## Телевидение

### Реалити-шоу
- 2006 — Пение по мечте
- 2008 — Показ мечты